# Donald Aloysius Mackintosh
Donald Aloysius Mackintosh (* 24. Dezember 1844 in Bohuntin, Roy Bridge, Inverness-shire, Schottland, Vereinigtes Königreich; † 8. Oktober 1919 in Hyndland, Glasgow, Schottland, Vereinigtes Königreich) war ein schottischer römisch-katholischer Geistlicher.
Mackintosh wurde am 31. Mai 1871 zum Priester für das Apostolische Vikariat des Western District geweiht. Papst Pius X. ernannte ihn am 11. Juni 1912 zum Koadjutor-Erzbischof von Glasgow und Titularerzbischof von Titularerzbistum Chersonesus in Zechia. Angus MacFarlane, Bischof von Dunkeld, spendete ihn am 2. Juli 1912 in Dundee die Bischofsweihe. Mitkonsekratoren waren George John Smith, Bischof von Argyll and the Isles, und Wiliam Turner, Bischof von Galloway. Mackintosh starb, bevor er als Erzbischof nachfolgte.